# Klugea stenolaima
Klugea stenolaima är en rundmaskart som först beskrevs av Christian Wieser 1954.  Klugea stenolaima ingår i släktet Klugea och familjen Phanodermatidae. Inga underarter finns listade i Catalogue of Life.